# Столбова (деревня)
Столбо́ва — деревня в Иркутском районе Иркутской области России. Входит в Уриковское муниципальное образование.

## География
Находится в 20 км к северу от центра города Иркутска.

## Население
| 2002 | 2010 | 2011 | 2012 |
| ---- | ---- | ---- | ---- |
| 302  | ↗459 | ↗462 | ↗647 |

По данным Всероссийской переписи, в 2010 году в деревне проживало 459 человек (234 мужчины и 225 женщин).